# Municipio de Liberty (condado de Phelps)
El municipio de Liberty (en inglés: Liberty Township) es un municipio ubicado en el condado de Phelps en el estado estadounidense de Misuri. En el año 2010 tenía una población de 355 habitantes y una densidad poblacional de 2,56 personas por km².

## Geografía
El municipio de Liberty se encuentra ubicado en las coordenadas 37°49′22″N 91°57′16″O / 37.82278, -91.95444. Según la Oficina del Censo de los Estados Unidos, el municipio tiene una superficie total de 138.42 km², de la cual 138,22 km² corresponden a tierra firme y (0,14 %) 0,2 km² es agua.

## Demografía
Según el censo de 2010, había 355 personas residiendo en el municipio de Liberty. La densidad de población era de 2,56 hab./km². De los 355 habitantes, el municipio de Liberty estaba compuesto por el 96,62 % blancos, el 1,69 % eran afroamericanos, el 0,28 % eran amerindios, el 0,56 % eran asiáticos y el 0,85 % eran de una mezcla de razas. Del total de la población el 0 % eran hispanos o latinos de cualquier raza.